# Сладко (вкус)
Сладостта (усещането за сладко) е основен вкус, който най-често се възприема, когато се ядат храни, богати на захари. Сладките вкусове обикновено се считат за приятни, освен когато са в излишък. В допълнение към захарите като захароза, много други химически съединения са сладки, включително алдехиди и кетони. Някои са сладки в много ниски концентрации, което позволява използването им като некалорични заместители на захарта. Такива подсладители без захар включват захарин и аспартам. Други съединения, като например миракулин, могат да променят възприемането на самата сладост.
Възприеманата интензивност на захарите и високоефективните подсладители, като аспартам и неохесперидин дихидрохалкон, са наследствени, като генният ефект представлява приблизително 30% от вариацията.
Хемосензорната основа (хемосензор – специализирана сензорна рецепторна клетка, която трансдуцира химично вещество, ендогенно или индуцирано, за да генерира биологичен сигнал) за откриване на сладостта, която варира както между индивидите, така и от видовете, започва да се разбира едва от края на 20 век. Един теоретичен модел на сладостта е теорията за многоточковото свързване, която включва множество места на свързване между рецептора за сладост и сладкото вещество.
Съществуват пет основни вкуса – сладко, кисело, солено, горчиво и умами, за които има отделни вкусови рецептори (вкусови луковици) в лигавицата на устната кухина, хранопровода или езика. Под въпрос стои признаването на шести вкус, известен като олеогустус – вкусът на мазнината.

## Средни прагове на усещане
Средни прагове на усещане от човека на сладко (в молове):
| Вещество                       | Праг    |
| ------------------------------ | ------- |
| захароза                       | 10 mmol |
| лактоза                        | 30 mmol |
| 1-пропил-2-амино-4-нитробензен | 2 μmol  |

## Сладост на различни съединения
| Име              | Вид на съединението    | Сладост                  |
| ---------------- | ---------------------- | ------------------------ |
| Лактоза          | Дизахарид              | 0,16                     |
| Малтоза          | Дизахарид              | 0,33 – 0,45              |
| Сорбитол         | Полиалкохол            | 0,6                      |
| Глюкоза          | Монозахарид            | 0,74 – 0,8               |
| Захароза         | Дизахарид              | 1,00 (отправна стойност) |
| Фруктоза         | Монозахарид            | 1,17 – 1,75              |
| Натриев цикламат | Сулфонат               | 26                       |
| Стевиол гликозид | Гликозид               | 40 – 300                 |
| Аспартам         | Дипептид метил естер   | 180 – 250                |
| Ацесулфам калий  | Оксатиазинонов диоксид | 200                      |
| Натриев захарин  | Сулфонил               | 300 – 675                |
| Сукралоза        | Модифициран дизахарид  | 600                      |
| Тауматин         | Протеин                | 2000                     |
| Lugduname        | Гуанидин               | 300 000 (приблизително)  |